# Jacinto B. Treviño
Jacinto Blas Treviño González (Guerrero, 11 settembre 1883 – Città del Messico, 5 novembre 1971) è stato un generale e politico messicano, noto per la sua partecipazione alla rivoluzione messicana.
Fu inoltre il fondatore e leader di due partiti politici messicani: il Partito Nazionale Cooperativo (PNC) nel 1917 e il Partito Autentico della Rivoluzione Messicana (PARM) nel 1954.

## Biografia

### Primi anni
Jacinto B. Treviño nacque a Guerrero nel Coahuila l'11 settembre 1883. Suo padre era Francisco Treviño, un ex-colonnello della Guardia Nazionale mentre sua madre era Trinidad González. Ricevette l'educazione primaria a Monterrey, Nuevo León e completò i suoi studi al collegio civile dello Stato.

### Prima carriera militare
Treviño entrò all'Eroico Collegio Militare di Città del Messico nel 1900 e si graduò nel 1908. Andò nel corpo di artiglieria. Non partecipò alla rivoluzione maderista del 1911.

### Maderismo
Quando Francisco Madero divenne presidente nel novembre 1911, Treviño fu promosso capitano ed entrò nello staff del presidente. Nel 1912 partecipò alla campagna per sopprimere la ribellione di Orozco.
Dopo la conclusione delle ostilità, fu assegnato allo stato di Coahuila per aiutare nell'organizzazione della milizia statale. In questa posizione, scaturì una profonda relazione con il governatore dello stato Venustiano Carranza.

### Costituzionalismo
Nel febbraio 1913 il presidente Madero fu rovesciato e assassinato da un colpo di Stato noto come "Decade tragica". Treviño entrò nel cerchio del governatore Carranza di quelli che rifiutavano di riconoscere il nuovo governo di Victoriano Huerta. Alleandosi con Carranza, egli fu uno dei primi firmatari del suo Piano di Guadalupe che dichiarava il governo di Huerta illegittimo. Due giorni dopo la firma del Piano disertò dall'esercito federale. Carranza lo nominò maggiore nel nuovo esercito costituzionale, creato per abbattere il governo di Huerta.
Treviño partecipò alle battaglie che Carranza sostenne nel Coahuila durante la primavera e l'estate del 1913. Il 7 marzo 1913 Carranza e Treviño vinsero una battaglia contro le truppe federali a Anhelo. Comunque, la maggior parte delle loro battaglie risultarono in sconfitte e per questo Carranza decise di abbandonare il Coahuila per trasferire il quartier generale ribelle nel Sonora, che era stato conquistato dai Costituzionalisti. Treviño accompagnò Carranza nel viaggio di cinque settimane dal Coahuila a Hermosillo, Sonora, tra agosto e settembre del 1913.
Poco dopo l'arrivo a Hermosillo, Carranza nominò Treviño suo capo di stato maggiore. Nel giugno 1914 Carranza promosse Treviño generale di brigata sotto il generale Pablo González Garza. Le forze costituzionali di Carranza risultarono vittoriose e abbatterono il governo di destra di Victoriano Huerta nel luglio 1914. Comunque, i Costituzionalisti si divisero i due fazioni: quelli che continuavano a supportare Carranza e quelli che si opponevano alla sua leadership, principalmente Pancho Villa e Emiliano Zapata.
Nell'ottobre del 1914 fu aperta una convenzione ad Aguascalientes con cui si sperava di risolvere le tensioni tra Carranza e Villa. Treviño partecipò alla Convenzione come sostenitore di Carranza. La Convenzione fallì nel promuovere la pace e nel dicembre del 1914 ricominciò la guerra civile, stavolta tra le forze di Pancho Villa e quelle di Carranza.

### Contro il Villismo
Nel suo primo comando indipendente, a Treviño fu ordinato di prendere il comando delle forze costituzionaliste nell'area di Tampico e sottrarre l'area ricca di petrolio ai Villisti. Il 29 dicembre 1914 Treviño fermò un tentativo villista di prendere Tampico.
Nel gennaio 1915 Treviño combatté di nuovo una forza villista comandata dal generale Manuel Chao. Treviño è accreditato per aver costruito una buona difensiva a El Ébano mentre Chao è stato nel tempo criticato per aver condotto improbabili attacchi frontali.
In febbraio le forze di Manuel Chao furono rinforzate da quelle di Tomás Urbina. Ancora, Treviño tenne duro.
Il 21 marzo, Chao e Urbina ripeterono il loro attacco su El Ébano. Questa si trattò di una delle più lunghe e sanguinose battaglie della rivoluzione messicana. Per 72 giorni, le forze di Chao e Urbina attaccarono Treviño a El Ébano e, ogni volta, il generale li respinse.
Villa ordinò a Chao e Urbina di muovere la maggior parte dei loro comandi su Celaya dove lui stava ingaggiando una furiosa battaglia contro Álvaro Obregón. Un piccolo comando villsta rimase a El Ébano per sconfiggere Treviño. Tuttavia, il 31 maggio, Treviño avanzò fuori dalle barricate e sconfisse i Villisti. Per aver tolto dalle mani di Pancho Villa la zona ricca di petrolio, fu dichiarato eroe e promosso generale di divisione. Gli fu assegnato il comando dell'Esercito del Nord-ovest, con guarnigione a Chihuahua.
Tra aprile e maggio del 1915, Pancho Villa e Álvaro Obregón ingaggiarono diverse sanguinose battaglie nella regione messicana del Bajío, la regione di Celaya. Il risultato fu che all'inizio di giugno del 1915, la División del Norte, (l'esercito di Pancho Villa), era distrutta, e i superstiti si ritirarono a nord nel Chihuahua.
Mentre l'esercito di Villa era a pezzi, le altre forze rimanenti continuavano le azioni di guerriglia nel Chihuahua. Treviño sconfisse Villa nella seconda metà del 1915 e per gran parte del 1916 ma non fu mai in grado di fermarlo.
Il 1º gennaio 1916 Treviño annunciò che 14 000 Villisti si erano arresi e che la ribellione di Villa era finita. In realtà il generale continuò la sua attività di guerriglia nelle campagne. Nel marzo 1916 attaccò Columbus, Nuovo Messico, evento che scandalizzò i giornali e l'opinione pubblica statunitensi. Il presidente degli Stati Uniti Thomas Woodrow Wilson inviò un contingente di truppe sotto il comando del generale John Pershing per inseguire Villa nel Chihuahua. Questa incursione in Messico è conosciuta come "Spedizione punitiva" o "Spedizione contro Pancho Villa".
Il 27 marzo 1916 Villa prese la città di Guerrero nel Chihuahua dalle truppe di Treviño. Villa fu ferito nello scontro dai soldati statunitensi e non fu in grado di comandare per i successivi sei mesi. Treviño, il governo messicano, e il governo statunitense credettero che Villa fosse morto e l'insurrezione finita.
Il generale invece tornò sulla scena e il 6 settembre 1916 attaccò Satevó, nel Chihuahua. Subito dopo, il 16 settembre Giorno dell'indipendenza del Messico, attaccò il quartier generale di Treviño a Chihuahua. Treviño e il suo comando furono forzati a fuggire dalla città mentre Villa catturò armi e munizioni e liberò i prigionieri politici.
Per i due mesi successivi Villa continuò i suoi raid e, ogni volta, Treviño sembrava essere colto di sorpresa e quindi inabile a coordinare ogni operazione di offensiva. A quel punto il presidente Carranza e il Segretario della Guerra Obregón iniziarono a perdere fiducia verso Treviño. Il 6 novembre Obregón lo informò che sarebbe stato sostituito dal generale Francisco Murguía.
Il 27 novembre, primo dell'arrivo di Murguía, Villa attaccò di nuovo il quartier generale di Treviño a Chihuahua e anche stavolta il generale fu costretto a evacuare dalla città.
Il 1º dicembre 1916 le forze combinate di Treviño e Murguía sconfissero una forza villista a Horcasitas, a sud della città di Chihuahua, costringendo la forza principale di Villa ad abbandonare la città.
Murguía fu molto critico nei confronti di Treviño e questo fece nascere un odio tra i due. Murguía fu molto più aggressivo e ottenne più successo contro Villa, mentre Treviño cadde tra gli sfavoriti.

### Dopo la Rivoluzione
Quando arrivò il 1920 si presentò il problema della successione presidenziale a Carranza. Carranza per legge non poteva correre per la rielezione e quindi pianificò di scegliere il suo successore. Álvaro Obregón annunciò la sua candidatura ma Carranza fece di tutto in suo potere per impedire la sua elezione. Obregón aveva il supporto di gran parte dell'esercito e quando divenne chiaro che Carranza non avrebbe permesso di succedergli, i sostenitori di Obregón si rivoltarono e rovesciarono il presidente.
Treviño era all'epoca un subordinato di Pablo González Garza; essi dovevano entrambi la loro posizione a Carranza. Dopo molta incertezza, decisero di supportare Obregón nella Ribellione di Agua Prieta del 1920. Quando il Congresso votò per installare Adolfo de la Huerta per terminare il mandato di Carranza, de la Huerta nominò Treviño suo Segretario di Industria, Commercio e Lavoro.
Nel marzo 1929 Treviño si unì alla ribellione escobarista e quando essa fallì, fu costretto all'esilio negli Stati Uniti d'America.
Poté tornare in Messico nel 1941, e gli fu concesso di mantenere il grado di generale di divisione. Fu nominato Direttore della Banca Nazionale dell'Esercito nel 1947. Fu senatore tra il 1952 e il 1958, durante la presidenza di Adolfo Ruiz Cortines, che da giovane era stato suo segretario privato e anche fondatore e presidente del Partito Autentico della Rivoluzione Messicana nel 1954. Morì a Città del Messico il 5 novembre 1971.